# Theater Putbus

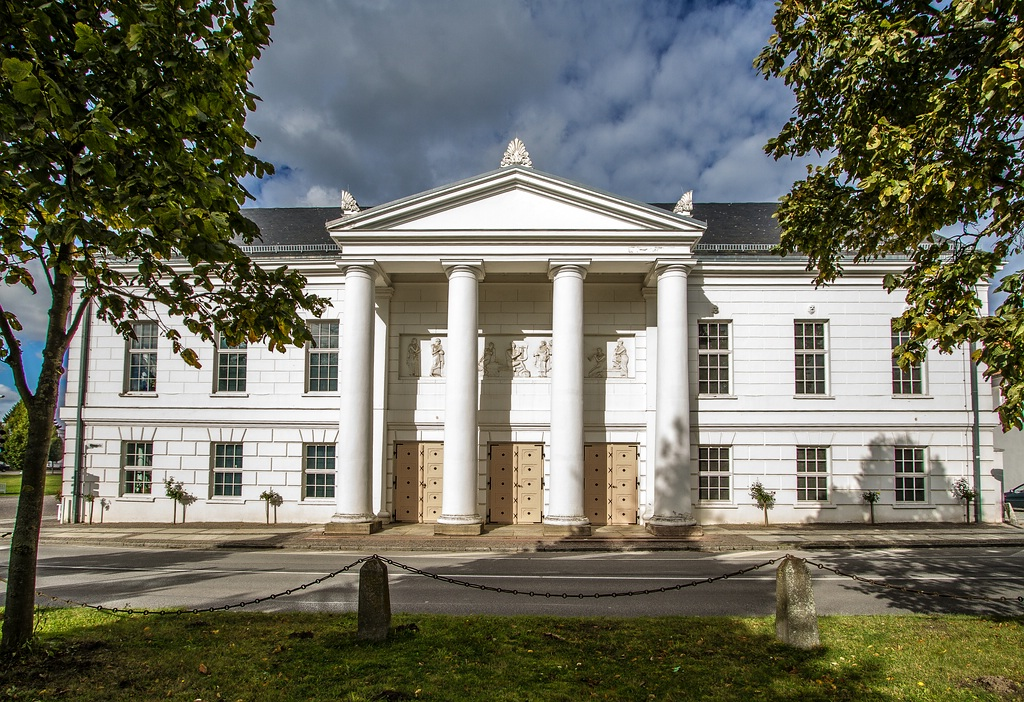
Theater Putbus

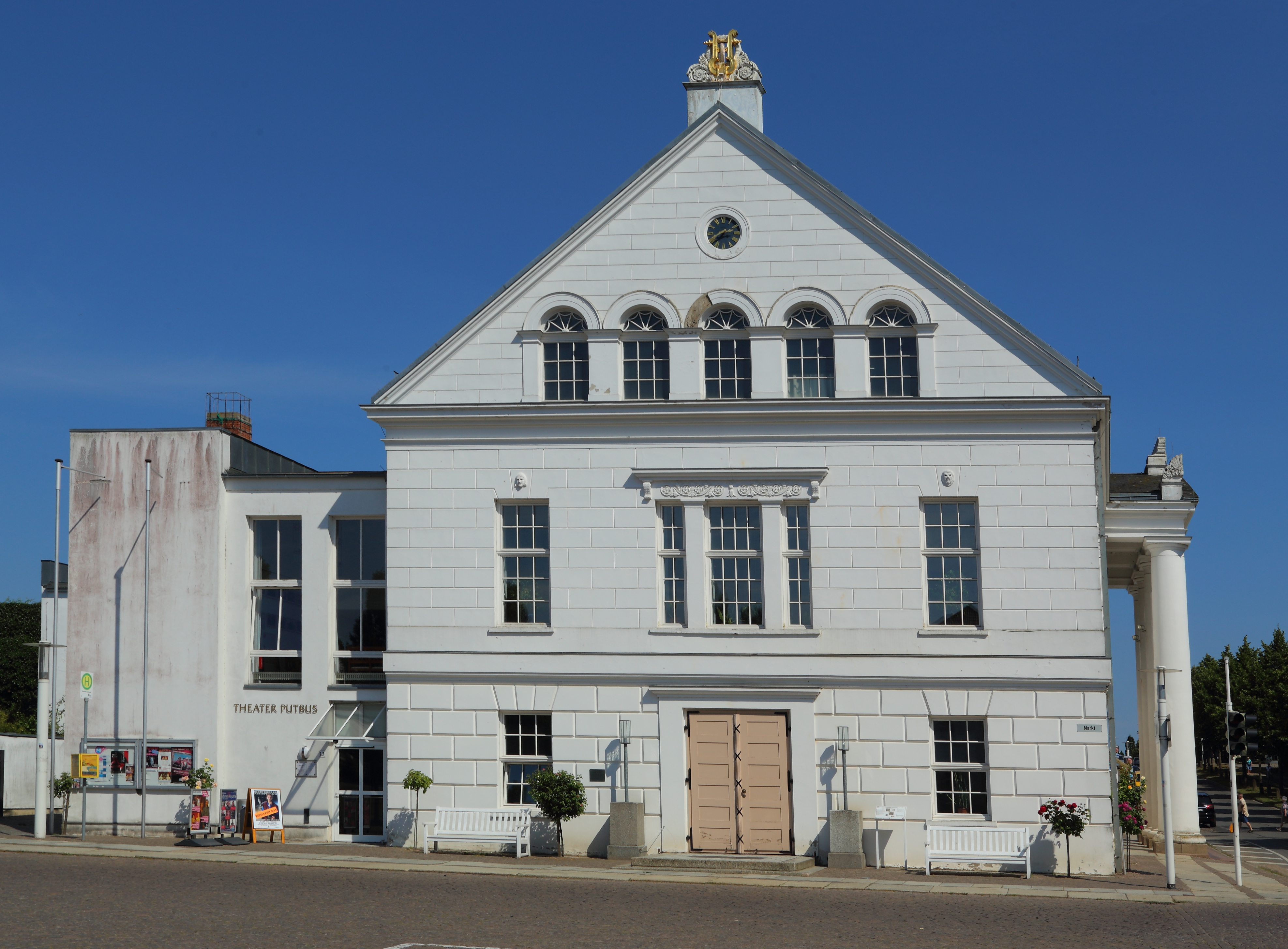
Fassade zum Markt

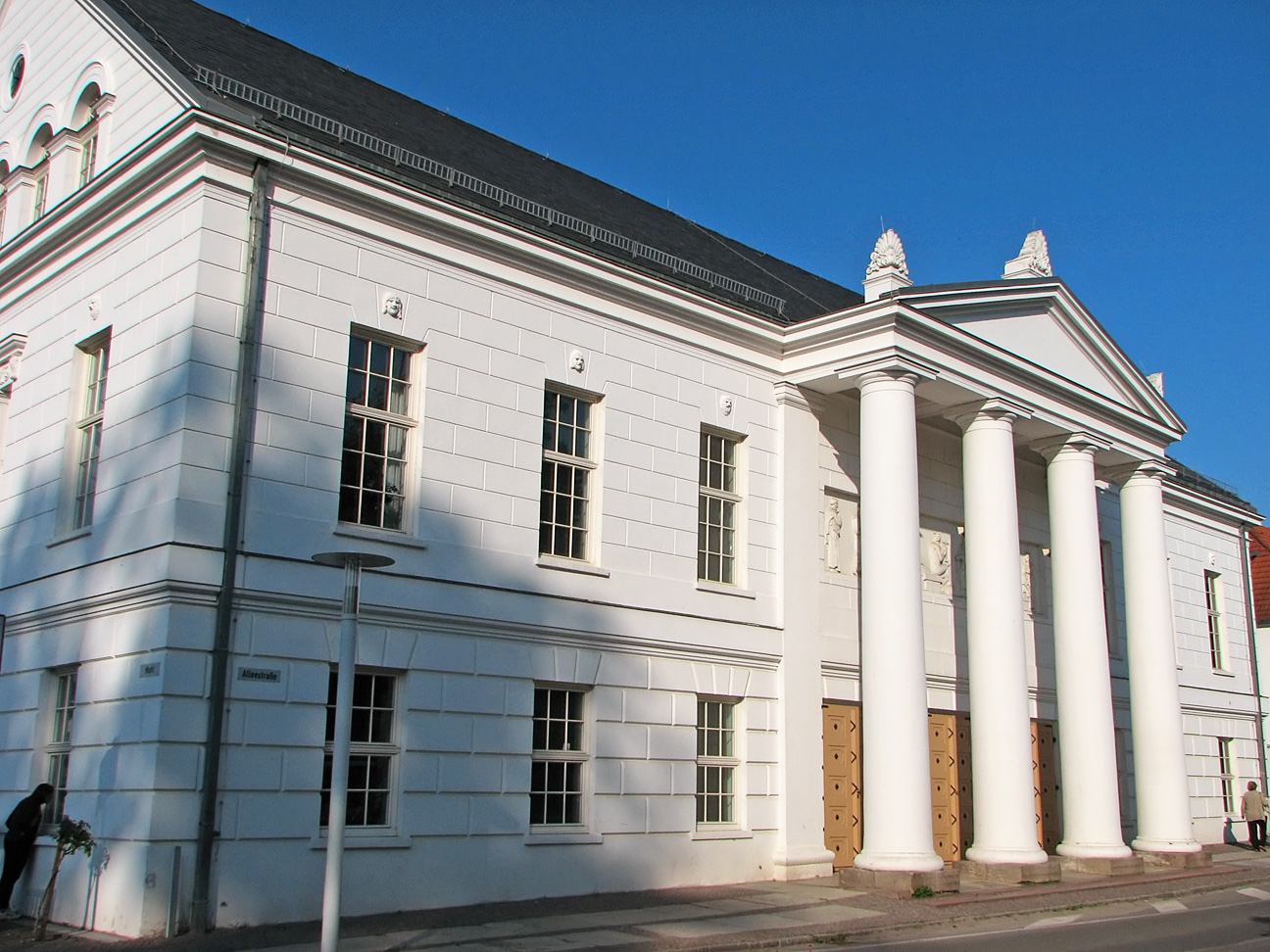
Fassade zur Alleestraße

Das Theater Putbus ist ein klassizistisches Bauwerk in Putbus im Landkreis Vorpommern-Rügen in Mecklenburg-Vorpommern. Es wird als eine Spielstätte des Theaters Vorpommern und im Rahmen der Festspiele Mecklenburg-Vorpommern genutzt, besaß jedoch nur von 1952 bis 1968 ein eigenes Ensemble. Es ist eine Station der Europäischen Route Historische Theater.

## Geschichte
Das Theater Putbus wurde in den Jahren 1819–1821 im Auftrag von Fürst Wilhelm Malte I. nach Plänen von W. Steinbach errichtet und 1836/1837 durch Johann Gottfried Steinmeyer nochmals verändert.
Die Marktfassade wird durch Anbauten aus der zweiten Hälfte des 19. und dem zweiten Drittel des 20. Jahrhunderts beeinträchtigt, welche die für den neuzeitlichen Theaterbetrieb notwendigen Funktionsräume aufnehmen. Eine aufwändige Restaurierung des Theaterinneren fand in den Jahren von 1992 bis 1998 statt. Anfangs war das Theater für 500 Personen vorgesehen, heute sind etwa 240 Plätze vorhanden. Der Träger des Hauses ist seit dreißig Jahren aktives Mitglied im Gastspielhausfachverband INTHEGA. Ebenso ist das Haus in der exklusiven Gesellschaft der historischen Theater Europas e. V. - Perspectiv - organisiert.

## Architektur
Das Bauwerk ist ein rechteckiges zweigeschossiges Gebäude mit Satteldach und Portikus zur Alleestraße. Die Fenster sind schlanke Rechtecke mit Keilsteinen im Sturz, deren mittlerer jeweils mit einem kleinen Frauenköpfchen verziert ist. Die Giebelfront ist zum Marktplatz gewandt. Drei Portale im Portikus erschließen das Bauwerk, darüber sind Reliefs von Apollon und den Musen angeordnet. Das Erdgeschoss ist mit einer kräftigen, das Obergeschoss mit einer feineren Putzquaderung gegliedert. Vier dorische Säulen tragen den Giebel des Portikus, der nur drei Akroterien als Verzierung zeigt; das Giebelfeld ist leer.
Die Fassade zum Markt ist im Erdgeschoss ebenfalls mit einem Portal versehen, darüber liegt ein dreifach gekuppeltes Fenster mit ornamentiertem Gebälk und Pilasterpfeilern. Das Giebelfeld zeigt eine fünffach gekuppelte Folge von Rundbogenfenstern; eine verwandte Gestaltung des Giebels ist an der ehemaligen Villa Löwenstein (Bahnhofstraße 1, jetzt Rosencafé) in Putbus zu finden. Das Giebelfeld ist mit einer Uhr versehen und durch eine Lyra bekrönt.
Das Innere des Theaters ist trotz zahlreicher Umbauten weitgehend im Zustand des 19. Jahrhunderts erhalten. Auf der Marktseite ist das zweigeschossige Vestibül mit erneuerter Treppe angeordnet, dahinter liegt der hohe Zuschauerraum mit einem erneuerten Spiegelgewölbe, das mit Dreiecken aus Stuckleisten symmetrisch gegliedert ist. Er ist mit Parkett, zwei Rängen, zwei Proszeniumslogen und einer zentralen, architektonisch gegliederten Loge eingerichtet. Der untere Rang wird von Säulen getragen. Der obere Rang ist zurückgesetzt. Die Rückwände werden durch gestufte Rundbogenblenden auf Halbsäulen oder Pilastern gegliedert. Die einst mit Samt bezogenen Brüstungen der Ränge sind mit fein gestalteten, ehemals vergoldeten Palmetten verziert.